# Оро (футбольний клуб)
«Оро» (ісп. Club Deportivo Oro) — мексиканський футбольний клуб, який грає в четвертому по силі дивізіоні. Базується в місті Гвадалахара. 
Є одним із п’яти клубів штату Халіско, який грав у мексиканському першому дивізіоні. Виграв лише один чемпіонський титул, в 1962 році, і був п’ять разів другим — у 1947, 1953, 1955, 1960 та 1964 роках. Після чотирьох років відсутності клуб був реформований і зараз грає у третьому дивізіоні (четвертий по силі в системі футбольних ліг Мексики).

## Історія

### Аматорська епоха
Історія клубу сягає 1923 року, коли група ювелірів зібралася та заснувала клуб для просування своєї компанії. Змагатися «Оро» почав з Ліги Оксідентал Халіско. Альбіно Рувалькаба та Феліпе Мартінес Сандовал були тими, хто насправді взяв на себе ідею зробити цей клуб гідним грати в першому дивізіоні.
Тоді не було єдиної національної ліги, а натомість були численні аматорські ліги по Мексиці. Аматорська ліга Халіско була однією з найкращих на той час. До його складу входили такі клуби, як «Гвадалахара», «Атлас» і «Марте». «Оро» знадобилося кілька років, щоб встановити більш високий рівень гри, тому на початку 1930-х він вважався слабкою командою. 20 липня 1930 року клуб відкрив свій новий стадіон «Парк Оро» у товариському матчі проти клубу з Мехіко Некакса. Це нове футбольне поле використовувалося більшістю клубів у той час і вважалося найкращим полем у штаті Халіско.
До 1933 року в лізі було дев'ять клубів і були сформовані різні категорії. Існували "А" і "В" дивізіони, схожі на перший і другий. "A" склали «Гвадалахара», «Атлас», «Насьйональ», «Марте» і «Латіно», "B" — «Колон», «Орієнте» , «Імперіо» та «Оро» завдяки нижчому рівню цих команд порівняно з тими, що перебували у дивізіоні "А".
«Оро» двічі виграв аматорську лігу Халіско. В 1940 році був обіграний «Насьйонал», а в 1943 — «Растро».

### Професійна епоха
В 1943 році, коли почалася професійна футбольна ера в Мексиці, «Оро» пропустив можливість вступити в лігу, однак інші команди з столичного регіону Гвадалахари, такі як «Гвадалахара» та «Атлас», отримали запрошення в тому році. «Оро» сприйняв ці події як пробудження, щоб отримати запрошення у професіонали. Нарешті, «Оро» був запрошений взяти участь у турнірі 1944—1945 разом з «Пуеблою» та «Леоном», які також брали участь в інших аматорських лігах Мексики. Наприкінці турніру 1948 року клуб закінчив чемпіонат на першому місті разом з «Леоном», і тому була розіграна серія для визначення чемпіона 1948 року. Перший матч закінчився внічию 0-0, другий поєдинок виграв «Леон», який взяв свій перший титул чемпіона ліги.
Команда 1948 року під керівництвом тренера "Паблотаса" Гонсалеса: Луїс Бернабе Ередіа, Агапіто Пералес, "Негро" Барба, Мануель "Молестіас" Нуньес, Сантьяго Піола Мендоса, Флорентино Пальма, Антоніо "Роке" Руїс Пізано, Хосе "Чепе" Наранхо, Роберто "Чанго" Сарате, Дельфіно Васкес і Бенхамін "Байларіна" Мендес.
В кінці турніру 1956 року «Оро» і «Леон» знову поділили перше місце, і тому була розіграна чемпіонська серія. «Оро» почав гру, забивши гол на 2-й хвилині гри Віго, але Маркос Ауреліо з «Леона» зрівняв рахунок. «Оро» знову вийшов вперед 2-1 перед перервою, коли забив Чепе Наранхо. У другому таймі домінував клуб Леон —вони забили 3 голи і вкотре завоювали титул.
Команда 1956 року: Рауль Кордоба, Нарсісо "Чичо" Лопес, Рамон "Сепільо" Сото, Хесус "Техон" Гарсія, Сабіно "Сабу" Моралес, Евеліо Альпісар, Луїс "Негро" Вакес, Хосе "Чепе" Наранхо, Вальтер Менес, Хосе Віго та Рафаель Валек.

### Перший титул
«Оро» виграв свій перший і єдиний титул чемпіона ліги в турнірі 1962—1963 років, перервавши чотирирічну серію виграшів титулу клубом «Гвадалахара». Фінальний та вирішальний матч був зіграний 20 грудня 1962 року на «Естадіо Халіско», який був відкритий лише кілька років тому. Перший тайм закінчився внічию 0–0. Другий тайм тривав рівно до 70-ї хвилини, коли бразильський гравець Неко з клубу «Оро» забив єдиний гол у матчі, принісши команді перший титул в історії. Також того року був виграний Суперкубок. З рахунком 3-1 була обіграна «Гвадалахара». Дубль на рахунку Наварро і один гол забив Родрігес.
Склад чемпіонів 1962 року: Рауль Ороско, Антоніо "Піолін" Мота; Херман "Тамал" Ассенсіо, Луїс Льомас, Адемар Барселлос, Віктор Чавіра, Рохеліо Гонсалес Наварро, Феліпе "Ель Піпіс" Рувалькаба, Хорхе "Тепо" Родрігес, Амаурі Епамінондас, Маноель Табарес "Неко", Нікола Гравіна і Хосе Луїс "Сурдо" Перес.

## Титули
- Чемпіон Мексики (1): 1963
- Володар Суперкубка Мексики (1): 1963
- Чемпіон аматорської ліги Халіско (2): 1940, 1943

## Найкращі бомбардири
- Хосе "Чепе" Наранхо — 96 голів
- Амаурі Епамінондас — 68 голів
- Ектор Ернандес — 68 голів
- Дідьє Мора "Полло" Гомес — 43 голи

## Відомі гравці
- Хайме Давід Гомес
- Рауль Кордоба
- Ранульфо Кортес
- Нарсісо Лопес
- Хосе Наранхо
- Макс Прієто